# パリス卓球 チームヒルトン
パリス卓球 チームヒルトン（ -たっきゅう- ）は、テレビ大阪のバラエティ番組「淀川★キャデラック」で放送されているコーナー。2007年7月28日放送回からは、「パリス卓球 チームドS」となっている。

## 概要
「淀川- 」の前身番組『DIVA』内の企画「超攻撃的フットサル チームドS」の後継企画。
フットサルチームドSの大会制覇から90日後、監督黒澤が「セレブ・碑文谷かずこ」となり夏目、かすみ、長澤を再招集、倖田梨紗を加え、今度は卓球で最高の勝利を目指す。
監督、メンバー共にエナメル、ボンデージルックではなくパリス・ヒルトンを意識したセレブ風ファッションに身を包んでいた（碑文谷、かすみ、長澤はブロンドのカツラも着用）。また、企画開始当初はセレブを意識した優雅な言葉遣いに改めていたが、トークが不自由になってしまうため途中からチームドSの時の言葉遣いが解禁された。
7月28日放送回からはセレブをやめ、ボンデージルックの「チームドS」が復活した。

## メンバー
監督
- 碑文谷かずこ（黒沢かずこ）

卓球歴3年（中学時代）。
コーチ
- 小林妙子[1]

愛称「コバ」。
マネージャー
- 林克治(カリカ林)

選手
- 結城リナ - キャプテン

キャッチフレーズは「赤いメスだぬき」（チームヒルトン時代は「サディスティック少女」）。7月7日放送回から加入。最初はドクロのお面を着用し、“ピーマン”という名で登場。ピーマンとしてのキャッチフレーズは「謎の死神少女」。卓球未経験ながらチームヒルトンの連敗を見かね極秘に特訓を積み、キャプテン交代のため勝負を挑んだ。結城は夏目、長澤、キャプテンかすみとの試合に勝利し、新キャプテンになった。
- 夏目ナナ

キャッチフレーズは「浪花の美獣」。
- ターザンかすみ（かすみ果穂）

キャッチフレーズは「高気圧ガール」。チームの初代キャプテン。
- 長澤つぐみ

キャッチフレーズは「ピンポン娘」。
- ペガサス倖田（倖田梨紗）

キャッチフレーズは「イカれサウスポー」。
- 天海麗（初回練習のみ）